# Mister Gaffes
Pour plus de détails, voir Fiche technique et Distribution.
Mister Gaffes (titre original : Foolin' Around) est un film américain réalisé par Richard T. Heffron, sorti en 1980.

## Synopsis
Un garçon de la classe ouvrière tombe amoureux d'une jeune fille originaire d'une famille riche, et doit se battre pour elle.

## Fiche technique
- Titre original : Foolin' Around
- Titre français : Mister Gaffes
- Réalisation : Richard T. Heffron
- Scénario : Michael Kane et David Swift
- Photographie : Philip H. Lathrop
- Montage : Peter Zinner
- Musique : Charles Bernstein
- Production : Arnold Kopelson
- Société de production : Film Packages
- Société de distribution : Columbia Pictures
- Pays :  États-Unis
- Langue : Anglais
- Format : Couleur - Mono - 35 mm
- Genre : Comédie, Romance
- Durée : 111 minutes
- Dates de sortie :
  - États-Unis : 17 décembre 1980
  - France : 1987 (VHS)
- Public : Tous

## Distribution
- Gary Busey (VF : Pierre Laurent) : Wes McDaniel
- Annette O'Toole (VF : Jeanine Forney) : Susan Carlson
- John Calvin : Whitley Tynan
- Cloris Leachman : Samantha Carlson
- Eddie Albert : Daggett
- Michael Talbott : Clay
- Tony Randall : Peddicord
- William H. Macy : Bronski